# Agave isthmensis
Agave isthmensis är en sparrisväxtart som beskrevs av A.García-mend. och F.Palma. Agave isthmensis ingår i släktet Agave och familjen sparrisväxter. Inga underarter finns listade i Catalogue of Life.

## Bildgalleri

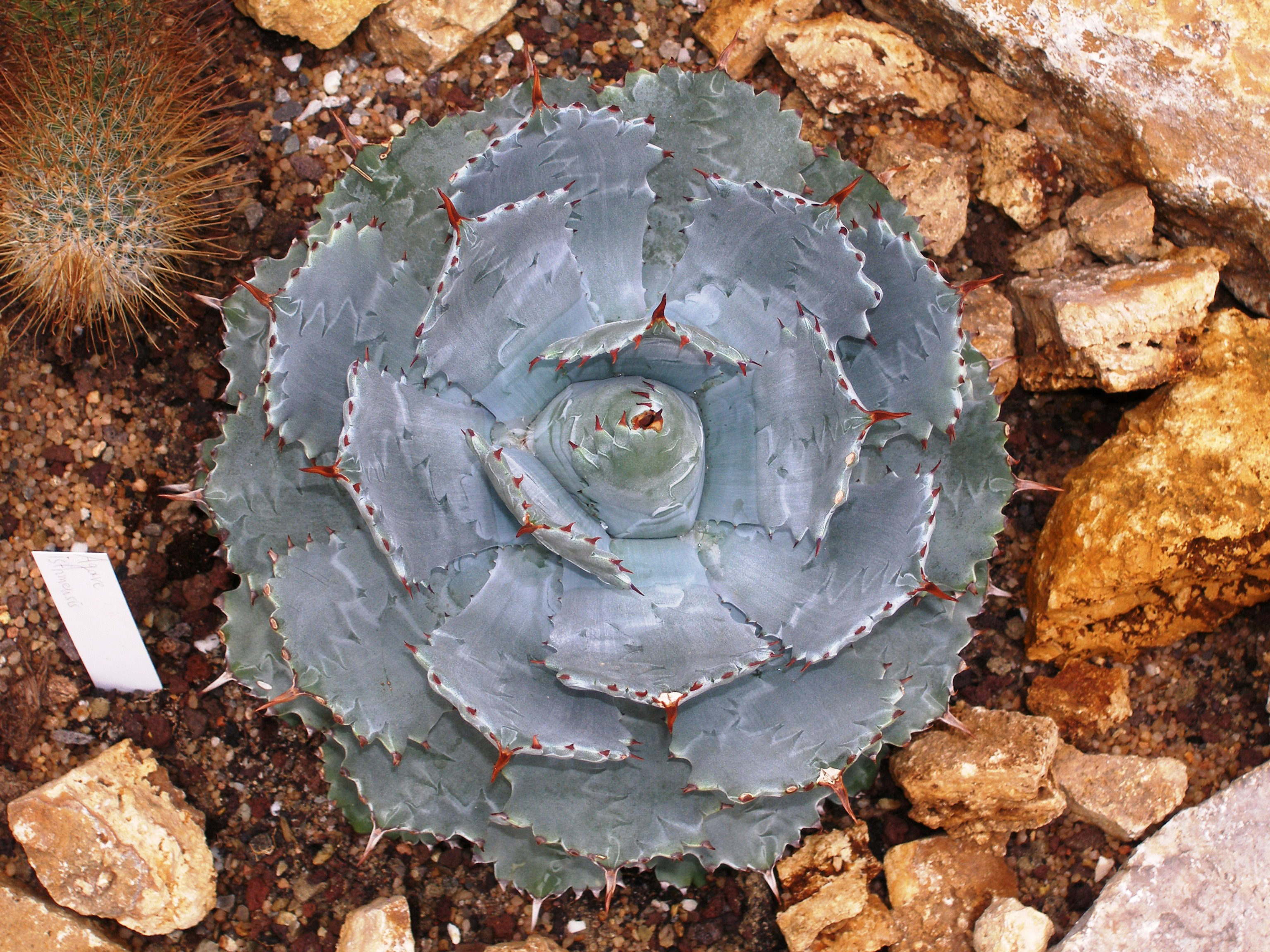
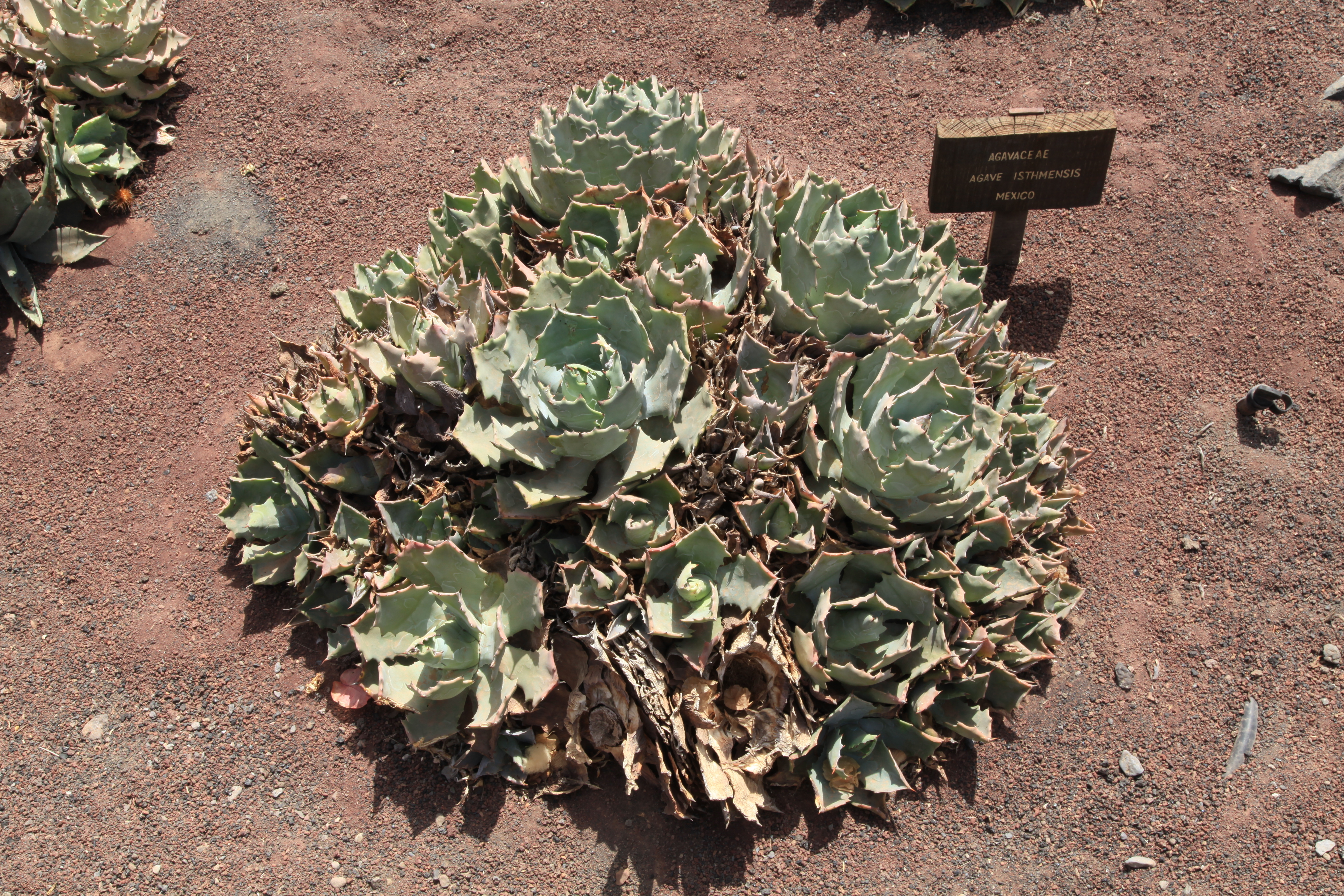
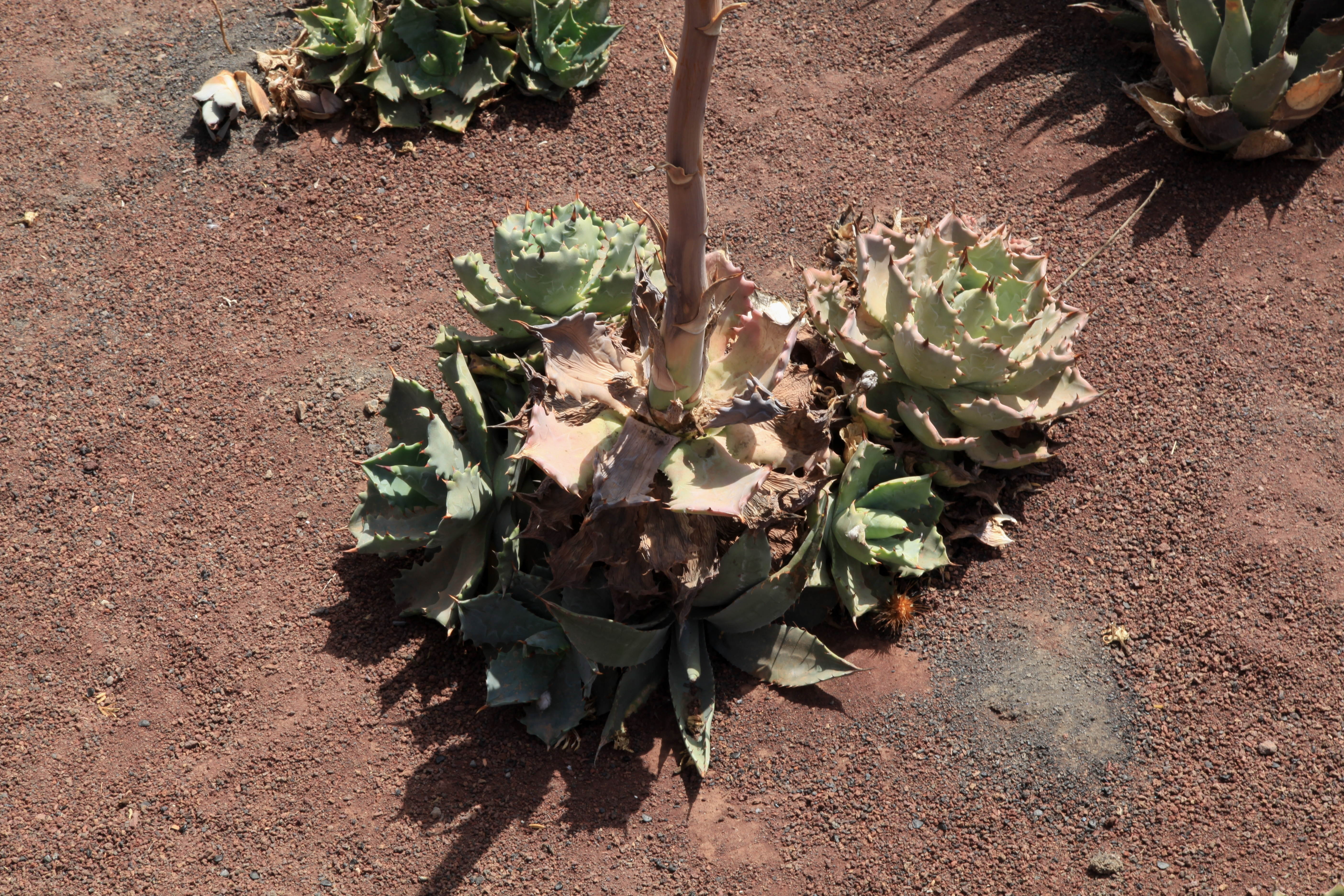